# Ingrid Chauvin
Ingrid Chauvin (Argenteuil, 3 oktober 1973) is een Franse actrice, die bekend werd door optredens in feuilletons als Méditerranée, Femmes de loi, Dolmen en La Main blanche. Ze begon met acteren in 1993 in Seconde B.